# Club'in
Club'in este numele celui mai nou album al Ruslanei. Conține remixuri ale pieselor de pe albumul Wild dances International (Bine ați venit în lumea mea sălbatică).
Pentru a alege cele mai bune remixuri Ruslana și soțul acesteia Olexandr Ksenofontov au organizat un concurs,iar cele mai bune 12 remixuri au fost incluse pe acest album.